# Torneo Interbritannico 1895
Il Torneo Interbritannico 1895 fu la dodicesima edizione del torneo di calcio conteso tra le Home Nations dell'arcipelago britannico. Il torneo fu vinto dalla nazionale inglese.

## Risultati
| Data          | Luogo     | Squadra 1   | Risultato | Squadra 2 |
| ------------- | --------- | ----------- | --------- | --------- |
| 9 marzo 1895  | Derby     | Inghilterra | 9 - 0     | Irlanda   |
| 16 marzo 1895 | Belfast   | Irlanda     | 2 - 2     | Galles    |
| 18 marzo 1895 | Londra    | Inghilterra | 1 - 1     | Galles    |
| 23 marzo 1895 | Wrexham   | Galles      | 2 - 2     | Scozia    |
| 30 marzo 1895 | Glasgow   | Scozia      | 3 - 1     | Irlanda   |
| 6 aprile 1895 | Liverpool | Inghilterra | 3 - 0     | Scozia    |

## Classifica
| Pos | Squadra     | Pti | G | V | N | P | GF | GS |
| --- | ----------- | --- | - | - | - | - | -- | -- |
| 1   | Inghilterra | 5   | 3 | 2 | 1 | 0 | 13 | 1  |
| 2   | Galles      | 3   | 3 | 0 | 3 | 0 | 5  | 5  |
| 2   | Scozia      | 3   | 3 | 1 | 1 | 1 | 5  | 6  |
| 4   | Irlanda     | 1   | 3 | 0 | 1 | 2 | 3  | 14 |

## Vincitore
| Campione 1895 Inghilterra |